# 今泉卓
今泉 卓（いまいずみ たく、1966年6月21日 - ）は、日本の陶芸家、料理人。卓袱堂主催。神奈川県茅ヶ崎市出身。自らの器で料理を提供することから、現代の魯山人と形容されることもある。

## 略歴
- 1966年  神奈川県茅ヶ崎市出身
- 1985年
  - 都立府中東高校卒業
  - 日本工芸会・木村盛康に師事
- 1986年  京都府立陶工職業訓練校（成形科）卒業
- 1986年～88年  京都炭山（脇阪陶房）にて陶器制作に従事
- 1989年  京都市工業試験場（陶磁器研修本科）修了
- 1989年～93年  京都蛇ヶ谷（瑞光窯）にて磁器制作に従事
- 1993年  アボリジニアンアート研修でオーストラリアへ
- 1993～98年  京焼村（西村徳泉工房）にて茶陶制作に従事
- 1995年  陶工職人として在シンガポール日本大使館より招待
- 1998年  鎌倉市二階堂に工房「卓袱堂」設立
- 2000年〜02年 JICA 青年海外協力隊・陶磁器隊員としてエジプト国立ヘルワン大学（応用美術学部陶芸学科）講師着任
- 2001年  彫刻家・サーレッヘレダと共にギザのモザイク壁画制作
- 2002年  第6回カイロ国際陶芸展ビエンナーレ入選
- 2003年
  - 初個展を鎌倉（陶苑八坂）にて開催
  - 長野県立信濃美術館「café Kaii」抹茶碗制作
- 2004年  宇治田かおるのピアノリサイタル・ステージアート制作
- 2005年〜09年
  - 葉山の陶芸塾「蓮REN」主任講師
  - 日本国際民間協力会チャリティーオークション出品（以後毎年）
- 2006年  笹目酒造の特別限定酒（かおり）ボトルデザイン担当
- 2007年  俳優・宇津井健の依頼により骨壺の共同制作
- 2008年　茅ヶ崎市松が丘にギャラリー「shippokudo」設立
- 2009年   在エチオピア日本大使館より陶芸指導の打診・アディスアベバ視察
- 2010年  JICA SV陶磁器指導員として南米コロンビアに赴任
- 2010年～12年  ARTESANÍA DE COLOMBIAの所属で、ラキラ市で陶芸技術指導
- 2011年 ラキラ共同ガス窯設置計画代表
- 2013年  真光寺（佐賀県）の記念品制作
- 2014年   若林三弥子主宰の料理サロン「boa mesa」の食器制作
- 2015年
  - 江ノ島「THE MARKET SE1」コラボ企画品制作
  - 葛飾区堀切菖蒲園「川の間七大陸食堂」自作食器にて料理提供
- 2016年
  - 世田谷区用賀の「リトカフェ」自作食器にて料理提供
  - 在リトアニア日本国大使館公邸料理人に就任・自作食器にて料理提供
- 2017年  モロッコ・ワルザザートにて陶芸窯の修理と原料調査
- 2018年  リトアニア「NOW JAPAN 2018[1]」にて陶芸展および料理提供
- 2019年  リトアニア「NOW JAPAN 2019[2]」にて料理提供および講演
- 2019年　山﨑真由子著『職人の手[3]』陶工職人として掲載
- 2020年　GAZOO 愛車広場[4]掲載